# Exits
Exits è il primo album discografico del gruppo musicale britannico di genere indie rock The Boxer Rebellion, pubblicato nel 2005 dalla Mercury Records.

## Tracce
1. Flight – 4:12
2. All You Do Is Talk – 3:02
3. We Have This Place Surrounded – 4:26
4. Watermelon – 3:26
5. The New Heavy – 2:13
6. World Without End – 4:15
7. Never Knowing How Or Why – 4:10
8. Lay Me Down – 5:21
9. Cowboys & Engines – 3:35
10. The Absentee – 5:51